# 武藤庸之助
武藤 庸之助（むとう ようのすけ、1926年7月3日 - 2003年8月13日）は、日本の経営者。ユニー社長を務めた。

## 経歴
愛知県出身。1950年に同志社大学経済学部経済学科を卒業し、同年に東海銀行に入行。1974年11月に取締役に就任し、1978年6月に常務、1982年6月に専務を経て、1983年5月にユニー副社長に就任し、1991年5月には社長に昇格し、1993年5月までに務めた。
2003年8月13日膵臓癌のために死去。77歳没。